# Salbatore Mitxelena
Salbatore Mitxelena (Zarautz, Guipúscoa, 1919 - Chaux-de-Fonds, Suïssa), 1965 va ser un religiós i escriptor en èuscar.
Va ser ordenat frare franciscà. Lluità durant la Guerra civil espanyola. Fou l'autor (1949) del primer llibre en basc editat a l'estat espanyol des de la fi del conflicte bèl·lic. Va fer de predicador a Biscaia i Guipúscoa, la seva actitud de pensament obert va fer que s'enemistés amb la jerarquia eclesiàstica del moment i ell s'exilià a Sud-amèrica (1954 - 1962) on seguí escrivint i publicant en basc, així com un llibre dedicat a Miguel de Unamuno a qui admirava en contrast amb la majoria dels escriptors en basc. Acabà la seva vida atenent als immigrants espanyols a Suïssa.

## Obres
- Unamuno eta Abendats (1958, Darracq) (assaig sobre Unamuno)
- Arantzazu, euskal-sinismenaren poema (1949, EFA)
- Arraun ta amets (1955, Itxaropena)
- Idazlan guztiak (I eta II) (1977, EFA)
- XX. mendeko poesia kaierak - Salbatore Mitxelena (2000, Susa): Koldo Izagirreren edizioa
- Ama-semeak Arantzazuko kondairan (1951, EFA)
- Ogei kanta Arantzazuko (1952, EFA)
- Laburtuaz (2000, Olerti Etxea)